# Vis fendue
La vis fendue ou vis plate est un type de vis de fixation qui est le plus largement répandu. Son empreinte se reconnaît par une fente (comme un –). Les vis ainsi que les tournevis sont faciles à produire.
La forme de cette vis permet d'avoir un maximum de couple sur tout le diamètre de la vis.
Il existe également une empreinte hybride Phillips-fente qui permet l'usage des deux types de tournevis répandus.